# Kawazu
Kawazu (河津町?) è una cittadina giapponese della prefettura di Shizuoka.
La città è celebre per le sette cascate di Kawazu-Nanadaru, celebre destinazione turistica, e per la particolare architettura del ponte circolare di Kawazu-Nanadaru.